# Tzeltal
Tzeltal är ett språk som tillhör språkfamiljen mayaspråk. Det talas i Chiapas, i Mexico, framför allt i Ocosingo, Altamirano, Huixtán, Tenejapa, Yajalón, Chanal, Sitalá, Amatenango del Valle, Socoltenango, Villa las Rosas, Chilón, San Juan Cancun, San Cristóbal de las Casas and Oxchuc. Det talades 2005 av 371 730 personer, varav en del enspråkiga talare. 
Tzeltal är, tillsammans med tzotzil, en gren av mayaspråken som kallas tzeltalanska, vilka tillsammans med Ch’ol bildar undergruppen Cholansk-tzeltalanska. Dessa språk är de vanligaste mayaspråken i Chiapas numera.

## Fonologi
Tzeltal har 5 vokaler och 21 konsonanter. Konsonanterna inbegriper glottal klusil.